# Apolonio Malaco
Apolonio Malaco (el apodo Malaco significa afeminado), también llamado Apolonio de Alabanda, fue un retórico de la Antigua Grecia, que vivió entre el siglo II y el siglo I a. C. Nació en Alabanda, en Caria, donde fue discípulo de Menecles. Era algo mayor  que su paisano, el retórico Molón de Rodas, y al igual que él, desarrolló su actividad en la isla de Rodas. Allí fundó una escuela de retórica donde tuvo como alumnos a Marco Antonio el Orador y a Quinto Mucio Escévola.